# Canta cigarra
«Canta cigarra» es una canción compuesta e interpretada por la española María Ostiz, con arreglos de Waldo de los Ríos, y con la que concurrió representando a España en el Festival OTI de la Canción, en el que resultó vencedora.

## Descripción
Se trata de una balada con acompañamiento de guitarra. La canción se situó en los primeros puestos en las listas de los más vendidos tanto en España como en Latinoamérica.

## En el Festival de la OTI
Previa selección por un Jurado, reunido a tal efecto el 11 de octubre de 1976, TVE presentó esta canción interpretada por María Ostiz. Quedaron en segundo y tercer lugar en esta preselección Qué hay en tu mirada, de Juan Erasmo Mochi y Romántica, de José Vélez.
En la ceremonia que tuvo lugar el 30 de octubre de 1976 en la ciudad de Acapulco la canción resultó ganadora con 14 puntos.